# Список гуманістів епохи Відродження
Цей список гуманістів епохи Відродження включає діячів гуманізму епохи Відродження в хронологічному порядку за роком народження. Відомості про гуманістів і сам перелік подано за наведеною нижче літературою:

## Народжені після 1300 року
- Франческо Петрарка (1304–1374) (італ.)
- Симон Атуманоc (бл. 1310-бл. 1389) (грек)
- Джованні Боккаччо (1313–1375) (італ.)
- Колюччо Салютаті (1331–1406) (італ.)
- Герт Гроте (1340–1384) (голл.)
- Бернат Метге (бл. 1340–1413) (каталонець)

## Народжені після 1350 року
- Мануїл Хрісолор (бл. 1355–1415) (грек)
- Георгій Гемістос Плетон (бл. 1355–1452/1454) (грек)
- Нікколо Нікколі (1365–1437) (італ.)
- Леонардо Бруні (бл. 1369–1444) (італ.)
- Гуаріно да Верона (1374–1460) (італ.)
- Вітторино да Фельтре (1378–1446) (італ.)
- Поджо Браччоліні (1380–1459) (італ.)
- Козімо Медічі (1389–1464) (італ.)
- Флавіо Бйондо (1392–1463) (італ.)
- Георгій Трапезундський (1395–1486) (грек)
- Франческо Філельфо (1398–1481) (італ.)
- Іньєго Лопес де Мендоса (1398–1458) (ісп.)
- П'єтро Бальбі (1399–1479) (італ.)
- Теодор Газа (бл. 1400–1475) (грек)
- Джованні Тортеллі (бл. 1400–до 1466) (італ.)

## Народжені після 1400 року
- Віссаріон Нікейський (1403–1472) (грек)
- Лоренцо Валла (бл. 1405–1457) (італ.)
- Петер Лудер (бл. 1415–1472) (нім.)
- Нікколо Перотті (1429–1480) (італ.)
- Сігізмондо де Конті (1432–1512) (італ.)
- Марсіліо Фічіно (1433–1499) (італ.)
- Стефано Інфессура (бл. 1435-бл. 1500) (італ.)
- Франсіско Хіменес де Сиснерос (1436–1517) (ісп.)
- Джованні Мікеле Альберто да Каррара (1438–1490) (італ.)
- Антоніо де Небріха (1441–1522) (ісп.)
- Рудольф Агрікола (1443–1485) (фриз)
- Лучіо Марінео Сікуло (1444–1533) (італ.)
- Янос Ласкаріс (бл. 1445–1535) (грек)
- Вільям Гросін (бл. 1446–1519) (англієць)
- Доміціо Кальдеріні (1446–1478) (італ.)

## Народжені після 1450 року
- Джироламо Аванці (XV-XVI століття) (італ.)
- Якоб Вімпфелінґ (1450–1528) (нім.)
- Йоганнес Штеффлер (1452–1531) (нім.)
- Філіппо Бероальдо Старший (1453–1505), (італ.)
- Йоганн Рейхлін (1455–1522) (нім.)
- Себастіан Брант (1457–1521) (нім.)
- П'єтро Мартіре Анґ'єрський (1457–1526) (італ.)
- Якопо Саннадзаро (1458–1530) (італ.)
- Конрад Цельтіс (1459–1508) (нім.)
- Йоганнес Стабіус (1460–1522) (австрієць)
- Ульріх Цазіус (1461–1535) (нім.)
- Джованні Піко делла Мірандола (1463–1494) (італ.)
- Еразм Ротердамський (бл. 1466–1536) (голл.)
- Гійом Бюде (1468–1540) (франц.)
- Нікколо Макіавеллі (1469–1527) (італ.)
- Егідій де Вітербо (1469–1532) (італ.)
- П'єтро Бембо (1470–1547) (італ.)
- Якоб Лохер (1471–1528) (нім.)
- Генріх Бебель (1472–1518) (нім.)
- Філіппо Бероальдо Молодший (1472–1518), (італ.)
- Миколай Коперник (1473–1543) (поляк)
- Лудовіко Аріосто (1474–1533) (італ.)
- Томас Мор (1478–1535) (англієць)
- Балтазар Кастільйоне (1478–1529) (італ.)
- Шарль де Буель (1479–1567) (франц.)
- Джильо Грегоріо Джиральді (1479–1552) (італ.)
- Георг Таннштеттер (1482–1535) (нім.)
- Рафаель Санті (1483–1520) (італ.)
- Андреа Навагеро (1483–1529) (італ.)
- Паоло Джовіо (1483–1552) (італ.)
- Юлій Цезар Скалігер (1484–1558) (італ.)
- Беатус Ренанус (1485–1547) (нім.)
- Пітер Гілліс (1486–1533) (фламандець)
- Зигмунд Герберштайн (1486–1566) (австрієць/словенець)
- Макропедій (1487–1558) (голл.)
- П'єтро Альчоніо (бл. 1487–1527) (італ.)
- Маріанджело Аккурсіо (1489–1546) (італ.)
- Гілбер Дюше (бл. 1490? - після 1538) (франц.)
- Хуан Боскан Альмогавар (бл. 1490?–1542) (ісп.)
- Рудольф Агрікола (1490–1521) (нім.)
- П'єтро Аретіно (1492–1556) (італ.)
- Хуан Луїс Вівес (1492–1540) (ісп.)
- Франсуа Рабле (бл. 1494–1553) (франц.)
- Філіп Меланхтон (1497–1560) (нім.)
- Вінченцо Маджі (1498–1564) (італ.)
- П'єр Паоло Верджеріо (1498–1565) (італ.)
- Андре де Резенде (1498–1573) (португалець)
- П'єтро Ветторі (1499–1585) (італ.)
- Янус Корнарій (1500–1558) (нім.)
- Антоніо Себастьяно Мінтурно (1500–1574) (італ.)

## Народжені після 1500 року
- Джованні Делла Каза (1503–1556) (італ.)
- Лодовіко Кастельветро (бл. 1505–1571) (італ.)
- Маттеус Деваріус (бл. 1505–1581) (грек)
- Джордж Б'юкенен (1506–1582) (шотландець)
- Алессандро Пікколоміні (1508–1578) (італ.)
- Арнольдус Арленіус (бл. 1510–1582) (голл.)
- Симон Лемній (1511–1550) (швейцарець, ретороманець)
- Франческо Робортелло (1516–1567) (італ.)
- Йоганнес Горопій Беканус (1519–1572) (голл.)
- Натале Конті (1520–1582) (італ.)
- Абсалон Педерссон Бейєр (1528–1575) (норвежець)
- Фульвіо Орсіні (1529–1600) (італ.)
- Етьєн де Ла Боесі (1530–1563) (франц.)
- Вінченцо Картарі (1531?–1569) (італ.)
- Мішель де Монтень (1533–1592) (франц.)
- Пауль Меліссус (1539–1602) (нім.)
- Жозеф Жюст Скалігер (1540–1609) (франц.)
- Педер Клауссон Фріїс (1545–1614) (норвежець)
- Никодим Фрішлін (1547–1590) (нім.)
- Юст Ліпсій (1547–1606) (фламандець)

## Народжені після 1550 року
- Ігнаціо Кардіні (1566–1602) (корсиканець /італ.)
- Даніель Гейнсіус (1580–1655) (голландець)
- Гуго Гроцій (1583–1645) (голландець)

## Народжені після 1600 року
- Якоб Балде (1604–1668) (нім.)
- Танакіль Фабер (1615–1672) (франц.)

## Народжені після 1650 року
- Герман Бургаве (1668–1738) (голландець)